# Akvárium (hudební skupina)
Akvárium je převážně rocková skupina působící od roku 1972 v Petrohradu. Jejím zakladatelem a vůdčí osobností je Boris Grebenščikov, ruský skladatel, hudebník a básník. Je jednou z nejstarších ruských rockových skupin a jako jedna z mála působí od 70. let 20. století dodnes.